# 執筆する聖ヒエロニムス
『執筆する聖ヒエロニムス』（しっぴつするせいヒエロニムス、伊: San Girolamo scrivente、英: Saint Jerome Writing）は、17世紀イタリア・バロック期の巨匠ミケランジェロ・メリージ・ダ・カラヴァッジオが1608年にキャンバス上に油彩で制作した絵画である。カラヴァッジオが1607年7月から15か月ほど滞在したマルタ島で描いた作品で、現在、ヴァレッタにある聖ヨハネ准司教座聖堂に所蔵されている。画家による『書斎の聖ヒエロニムス』 (ボルゲーゼ美術館、ローマ)、『瞑想する聖ヒエロニムス』 (モンセラート美術館、モンセラート) とともに、聖ヒエロニムスを主題とする絵画の1点である。

## 作品
この絵画は聖ヨハネ准司教座聖堂のイタリア人礼拝堂に掛けられていたもので、本来、マルタ騎士団の重鎮であったイタリア人イッポリート・マラスピーナのために描かれた。そのことは、画面下部右端にマラスピーナ家の紋章が表されていることから確認できる。マラスピーナは1605年に退役するまで、ガレー船団の司令官として多くの戦功をあげ、レパントの海戦でもマルタ軍を指揮した。ちなみに、マラスピーナは、カラヴァッジョ作品の最大のコレクターの1人オッターヴィオ・コスタと姻戚関係にあった。
本作の主題となっている聖ヒエロニムスは341年にダルマチアで生まれ、父に教わった読み書きの術をローマで磨いた。さらに神学者や聖書註解者と交流を持つために各地を巡り、353年からは5年間、ギリシアの荒野で隠遁生活を送った。ローマにもどってからは、卓越した語学力と知識を駆使し、旧来の聖書の訳文を原典と照合した上で改定した (ウルガタ版)。
『瞑想する聖ヒエロニムス』と比較すると、本作の聖ヒエロニムスはより自然で、現実的な姿である。彼はベッドに座り、机に向かって書き物をしている。背後の壁には枢機卿の赤い帽子が掛けられ、質素な机には、彼が悔悛するため自身の胸を打ちつける石、自身の死を想起させる髑髏、イエス・キリストの磔刑像、ロウソク立てが置かれている。画面右側には、カラヴァッジョの絵画には珍しくドアが描かれ、そこが個人の空間であることを示唆する。画面では、交錯する垂直線と水平線が、右側の髑髏と左側の机の端を下辺とし、聖ヒエロニムスの頭部を頂点とする三角形と組み合わされており、安定した構図となっている。
なお、聖ヒエロニムスのモデルとして、マルタ騎士団長のアロフ・ド・ヴィニャクールの名が挙げられているが、確証はない。また、聖ヒエロニムスのポーズは古代ローマ彫刻『瀕死のガリア人』 (カピトリーノ美術館、ローマ) にもとづいているように見える。

## ギャラリー

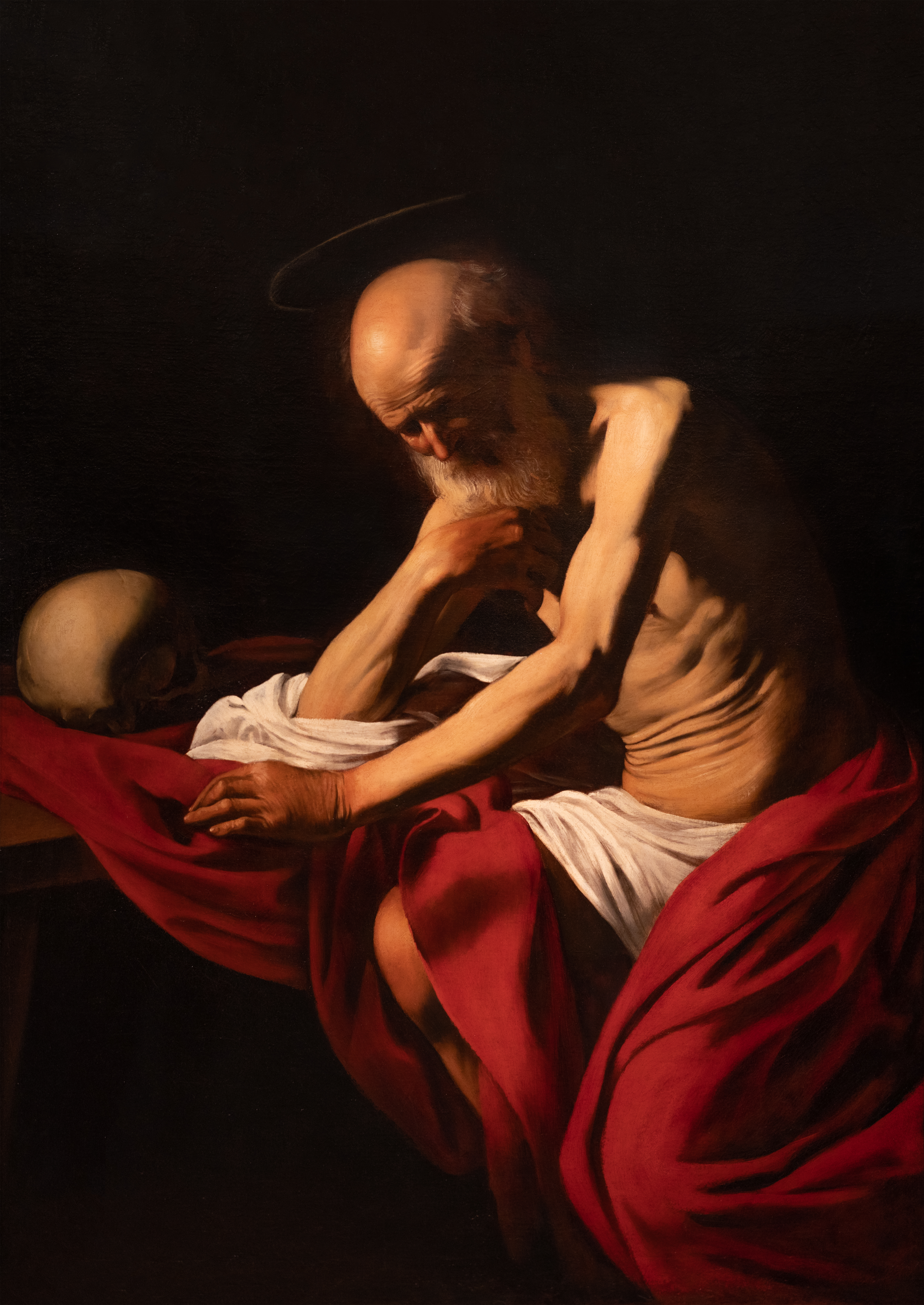
カラヴァッジオ『瞑想する聖ヒエロニムス』(1605年)、モンセラート美術館（英語版）、モンセラート
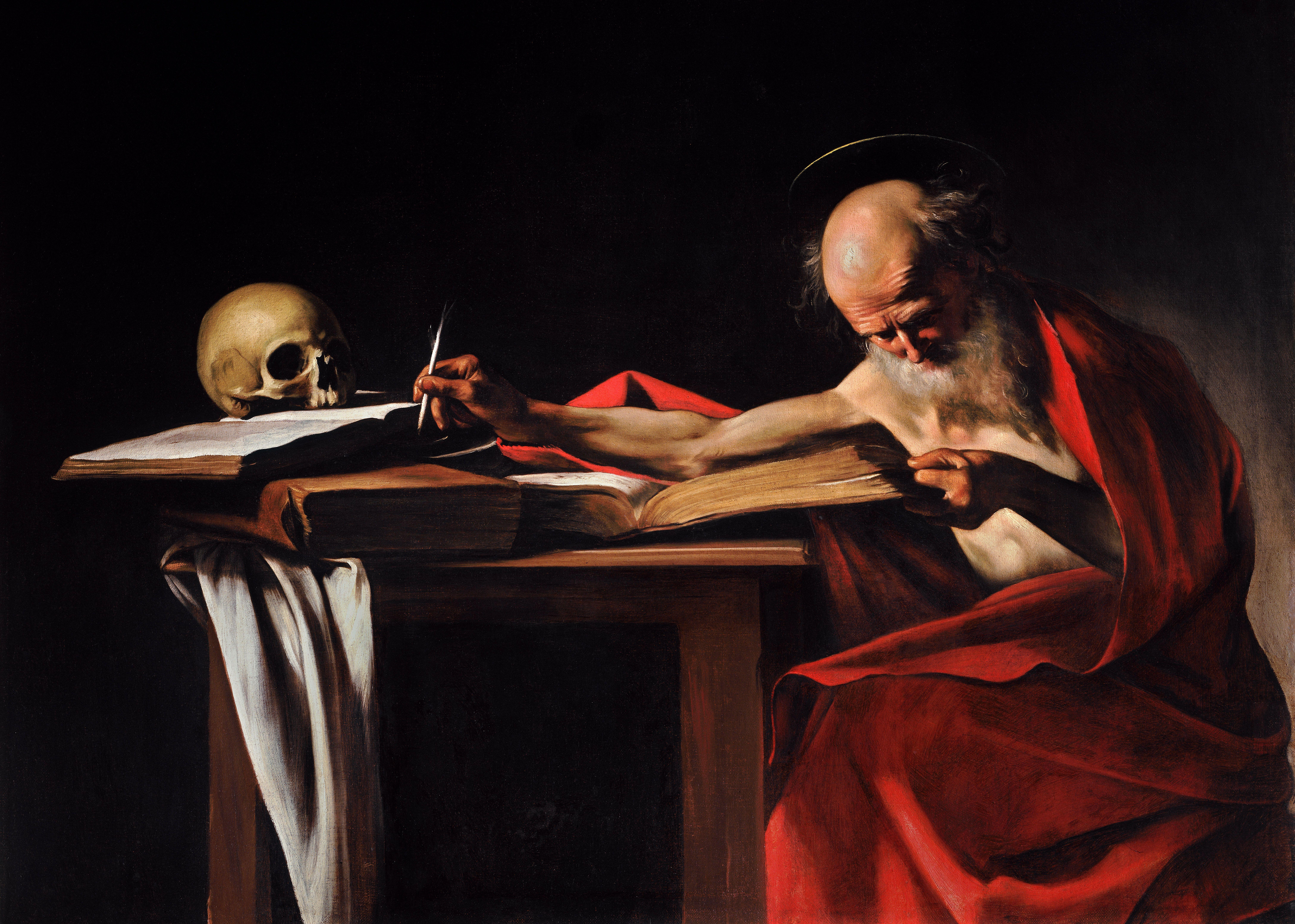
カラヴァッジオ『書斎の聖ヒエロニムス』 (1605-1606年ごろ)、ボルゲーゼ美術館、ローマ
カラヴァッジオ『アロフ・ド・ヴィニャクールと小姓の肖像』、ルーヴル美術館、パリ
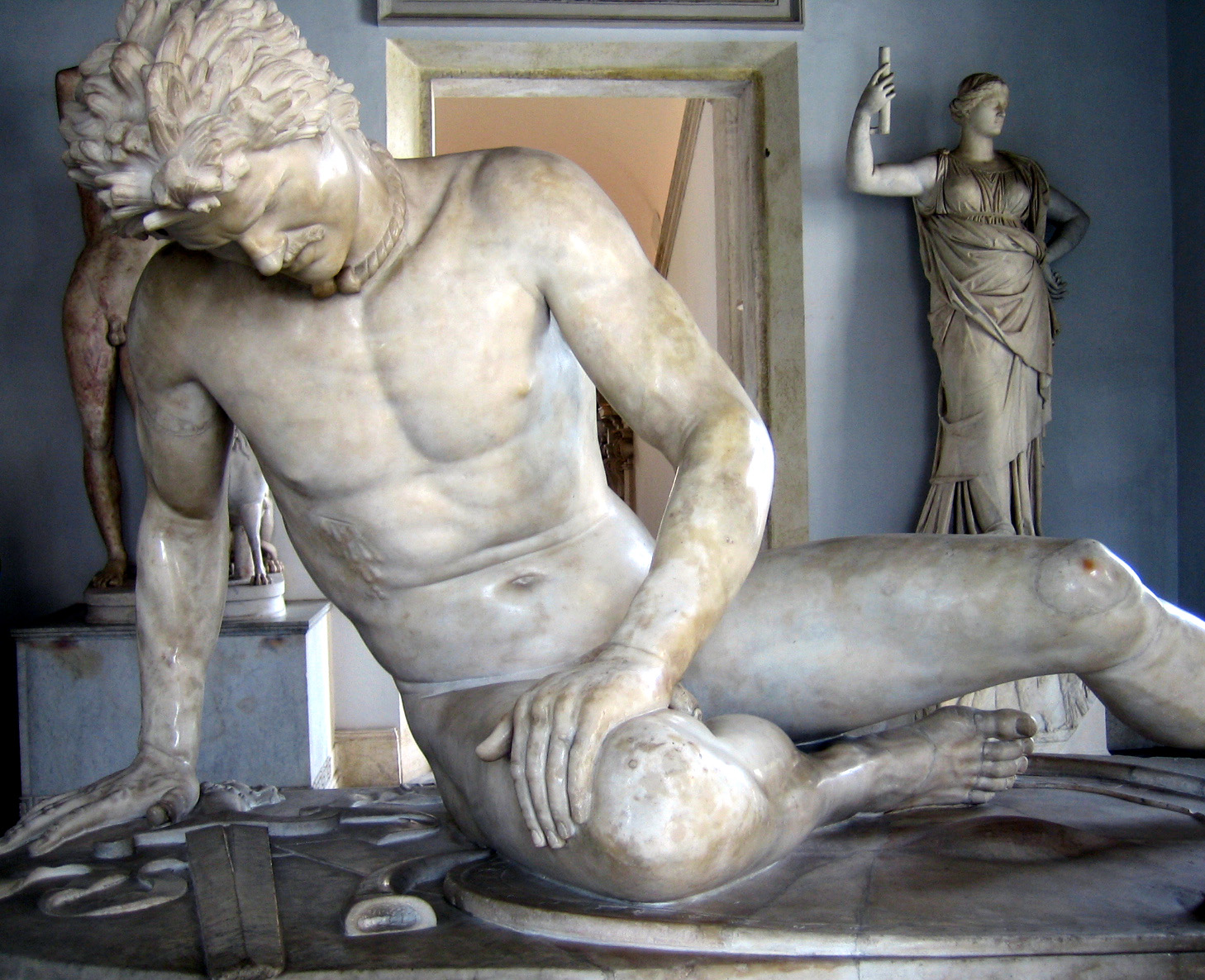
『瀕死のガリア人（英語版）』 (紀元前230-220年)、カピトリーノ美術館、ローマ